# Расселлс-Пойнт (Огайо)
Расселлс-Пойнт (англ. Russells Point) — селище (англ. village) в США, в окрузі Лоґан штату Огайо. Населення — 1320 осіб (2020).

## Географія
Расселлс-Пойнт розташований за координатами 40°28′3″ пн. ш. 83°53′36″ зх. д. / 40.46750° пн. ш. 83.89333° зх. д. (40.467573, -83.893296).  За даними Бюро перепису населення США в 2010 році селище мало площу 2,62 км², з яких 2,41 км² — суходіл та 0,21 км² — водойми.

## Демографія
Згідно з переписом 2010 року, у селищі мешкала 1391 особа в 618 домогосподарствах у складі 342 родин. Густота населення становила 531 особа/км².  Було 1144 помешкання (437/км²).
Расовий склад населення:
| - 97,3 % — білих - 0,6 % — чорних або афроамериканців - 0,2 % — корінних американців - 0,1 % — азіатів |

До двох чи більше рас належало 1,3 %. Частка іспаномовних становила 1,1 % від усіх жителів.
За віковим діапазоном населення розподілялося таким чином: 25,7 % — особи молодші 18 років, 57,4 % — особи у віці 18—64 років, 16,9 % — особи у віці 65 років та старші. Медіана віку мешканця становила 38,0 року. На 100 осіб жіночої статі у селищі припадало 94,5 чоловіків;  на 100 жінок у віці від 18 років та старших — 89,9 чоловіків також старших 18 років.
Середній дохід на одне домашнє господарство  становив 40 838 доларів США (медіана — 28 250), а середній дохід на одну сім'ю — 48 551 долар (медіана — 40 096). За межею бідності перебувало 24,8 % осіб, у тому числі 29,9 % дітей у віці до 18 років та 15,1 % осіб у віці 65 років та старших.
Цивільне працевлаштоване населення становило 445 осіб. Основні галузі зайнятості: виробництво — 28,8 %, роздрібна торгівля — 14,8 %, освіта, охорона здоров'я та соціальна допомога — 11,5 %, будівництво — 9,2 %.